# Jelena Kostanić Tošić
Jelena Kostanić Tošić (Spalato, 6 luglio 1981) è un'ex tennista croata.
All'anagrafe Jelena Kostanić, ha aggiunto nel 2006 il cognome del marito.

## Biografia
Figlia di Slobodan e Smiljana, ha una sorella di nome Marina.
Nel 1999 esibendosi con Michaela Paštiková vinse il doppio al Croatian Bol Ladies Open contro Meghann Shaughnessy e Andreea Vanc con 7-5, 6-7, 6-2. Nel 2002 con Jennifer Hopkins vinse l'Internationaux de Strasbourg 2002 - Doppio sconfiggendo in finale Caroline Dhenin e Maja Matevžič con il punteggio di 0-6, 6-4, 6-4.
Nel 2003 in doppio con Laura Granville giunse in finale al Internationaux de Strasbourg perdendo contro Sonya Jeyaseelan e Maja Matevžič
Nel 2006 arrivò in finale al Pattaya Women's Open 2006 - Singolare perdendo con 6–3, 6–1 contro Shahar Peer, mentre vinse con Vania King il Japan Open Tennis Championships 2006 - Doppio femminile le sue avversarie nella finale furono Chan Yung-Jan e Chuang Chia-jung, il punteggio 7-6, 5-7, 6-2. Nello stesso arrivò in finale a Bangalore nel singolo dove fu sconfitta da Mara Santangelo per 6-3, 6(5)–7, 3-6. L'anno successivo, nel 2007, all'Australian Open 2007 - Singolare femminile venne sconfitta al terzo turno da Anna Čakvetadze, partecipò alle Internazionali Femminili di Palermo 2010 - Singolare.
Sposò Roko Tošić l'8 luglio 2006.

## Statistiche

### Risultati in progressione
| Sigla | Risultato               |
| ----- | ----------------------- |
| V     | Vincitore               |
| F     | Finalista               |
| SF    | Semifinalista           |
| O     | Oro olimpico            |
| A     | Argento olimpico        |
| SF    | Bronzo olimpico         |
| QF    | Quarti di Finale        |
| 4T    | Quarto turno            |
| 3T    | Terzo turno             |
| 2T    | Secondo turno           |
| 1T    | Primo turno             |
| RR    | Round Robin             |
| LQ    | Turno di qualificazione |
| A     | Assente                 |
| ND    | Non disputato           |

| Legenda superfici    |
| -------------------- |
| Cemento              |
| Terra battuta        |
| Erba                 |
| Superficie variabile |

#### Singolare nei tornei del Grande Slam
| Torneo          | 1999 | 2000 | 2001 | 2002 | 2003 | 2004 | 2005 | 2006 | 2007 | 2008 | 2009 | 2010 |
| --------------- | ---- | ---- | ---- | ---- | ---- | ---- | ---- | ---- | ---- | ---- | ---- | ---- |
| Australian Open | A    | 3T   | 1T   | 2T   | 1T   | 1T   | 2T   | 3T   | 3T   | 1T   | A    | A    |
| Open di Francia | A    | 1T   | A    | 2T   | 2T   | 2T   | 2T   | 1T   | 1T   | A    | A    | A    |
| Wimbledon       | A    | 1T   | A    | 1T   | 1T   | 1T   | 1T   | 1T   | 1T   | A    | A    | A    |
| US Open         | 2T   | 2T   | A    | 1T   | 1T   | 3T   | 1T   | 2T   | 2T   | 1T   | A    | 1T   |

#### Doppio nei tornei del Grande Slam
| Torneo          | 1999 | 2000 | 2001 | 2002 | 2003 | 2004 | 2005 | 2006 | 2007 | 2008 | 2009 | 2010 |
| --------------- | ---- | ---- | ---- | ---- | ---- | ---- | ---- | ---- | ---- | ---- | ---- | ---- |
| Australian Open | A    | 1T   | 1T   | A    | 2T   | 2T   | 1T   | 1T   | 2T   | 2T   | 1T   | A    |
| Open di Francia | A    | 1T   | A    | A    | 2T   | 2T   | 1T   | 1T   | 1T   | A    | A    | A    |
| Wimbledon       | A    | 1T   | A    | 2T   | 1T   | 2T   | 1T   | 1T   | 1T   | A    | A    | A    |
| US Open         | 1T   | 2T   | A    | 1T   | 1T   | 2T   | 1T   | 2T   | 1T   | QF   | A    | 1T   |

#### Doppio misto nei tornei del Grande Slam
| Torneo          | 1999 | 2000 | 2001 | 2002 | 2003 | 2004 | 2005 | 2006 | 2007 | 2008 | 2009 | 2010 |
| --------------- | ---- | ---- | ---- | ---- | ---- | ---- | ---- | ---- | ---- | ---- | ---- | ---- |
| Australian Open | A    | A    | A    | A    | A    | A    | A    | A    | A    | A    | A    | A    |
| Open di Francia | A    | 1T   | A    | A    | A    | 1T   | A    | A    | A    | A    | A    | A    |
| Wimbledon       | A    | 1T   | A    | A    | 1T   | 1T   | 2T   | A    | 2T   | A    | A    | A    |
| US Open         | A    | A    | A    | A    | A    | A    | A    | A    | A    | A    | A    | A    |

## Vittorie contro giocatrici top 10
| Stagione | 2004 | Totale |
| -------- | ---- | ------ |
| Vittorie | 1    | 1      |

| #    | Giocatrice       | Ranking | Evento                                     | Superficie  | Turno | Punteggio        | Rank. JKTR |
| ---- | ---------------- | ------- | ------------------------------------------ | ----------- | ----- | ---------------- | ---------- |
| 2004 |                  |         |                                            |             |       |                  |            |
| 1.   | Elena Dement'eva | 6       | Amelia Island Championships, Amelia Island | Terra verde | 2T    | 7-6(5), 1-0 rit. | 62         |